# Carnevale di Notting Hill
Il carnevale di Notting Hill (Notting Hill Carnival) è una manifestazione che dal 1965 si tiene ogni anno nelle strade del quartiere di Notting Hill, a Londra. L'evento viene organizzato ad agosto e dura due giorni: il lunedì della Summer bank holiday e la domenica che lo precede.
La sfilata è guidata dai membri della comunità delle Indie occidentali londinesi. In tempi recenti, grazie anche alla diffusione di foto e notizie sul web, il carnevale ha raggiunto una notevole fama internazionale, richiamando oltre un milione di turisti all'anno, il che ha reso questa celebrazione uno dei carnevali in strada più grandi al mondo, insieme a quelli brasiliani.